# Abborrtjärnen (Los socken, Hälsingland, 684323-145996)
Abborrtjärnen är en sjö i Ljusdals kommun i Hälsingland och ingår i Ljusnans huvudavrinningsområde. Sjön har en area på 0,0693 kvadratkilometer och ligger 299,5 meter över havet.

## Delavrinningsområde
Abborrtjärnen ingår i det delavrinningsområde (684458-146105) som SMHI kallar för Mynnar i Voxnan. Medelhöjden är 372 meter över havet och ytan är 8,4 kvadratkilometer. Räknas de 6 avrinningsområdena uppströms in blir den ackumulerade arean 79,43 kvadratkilometer. Västerhocklan som avvattnar avrinningsområdet har biflödesordning 3, vilket innebär att vattnet flödar genom totalt 3 vattendrag innan det når havet efter 179 kilometer. Avrinningsområdet består mestadels av skog (80 procent). Avrinningsområdet har 0,07 kvadratkilometer vattenytor vilket ger det en sjöprocent på 0,8 procent.